# Венецуела на Светском првенству у атлетици на отвореном 2023.
Венецуела је учествовала на 19. Светском првенству у атлетици на отвореном 2023. одржаном у Будимпешти од 19. до 27. августа седамнаести пут. Није учествовала 1993 и 2005. године. Репрезентацију Венецуеле представљала су 5 атлетичара (1 мушкарац и 4 жене) који су се такмичили у 5 дисциплина (1 мушка и 4 женске).,
На овом првенству Венецуела је по броју освојених медаља делила 18. место са 1 освојеном медаљом (злато). У табели успешности према броју и пласману такмичара који су учествовали у финалним такмичењима (првих 8 такмичара) Венецуела је са 2 учесника у финалу делила 42. место са 9 бодова.
| Плас. | Земља     | 1. место | 2. место | 3. место | 4. место | 5. место | 6. место | 7. место | 8. место | Бр. фин. | Бод. |
| ----- | --------- | -------- | -------- | -------- | -------- | -------- | -------- | -------- | -------- | -------- | ---- |
| =42.  | Венецуела | 1        | 0        | 0        | 0        | 0        | 0        | 0        | 1        | 2        | 9    |

## Учесници
| Мушкарци: - Леодан Тореалба — Троскок | Жене: - Joselyn Daniely Brea — 5.000 м - Робеилис Пеинадо — Скок мотком - Јулимар Рохас — Троскок - Роза Андреина Родригез — Бацање кладива |

## Освајачи медаља (1)

### злато (1)
- Јулимар Рохас — Троскок

## Резултати

### Мушкарци
| Атлетичар       | Дисциплина | Лични рекорд | Квалификације | Квалификације | Полуфинале | Полуфинале | Финале   | Финале     | Детаљи |
| Атлетичар       | Дисциплина | Лични рекорд | Резултат      | Место         | Резултат   | Место      | Резултат | Место      | Детаљи |
| --------------- | ---------- | ------------ | ------------- | ------------- | ---------- | ---------- | -------- | ---------- | ------ |
| Леодан Тореалба | Троскок    | 16,90 НР     | 16,72 кв      | 8. у гр. Б    |            |            | 6,10     | 10 31 (37) |        |

### Жене
| Атлетичарка            | Дисциплина     | Лични рекорд | Квалификације | Квалификације | Полуфинале            | Полуфинале   | Финале                | Финале       | Детаљи |
| Атлетичарка            | Дисциплина     | Лични рекорд | Резултат      | Место         | Резултат              | Место        | Резултат              | Место        | Детаљи |
| ---------------------- | -------------- | ------------ | ------------- | ------------- | --------------------- | ------------ | --------------------- | ------------ | ------ |
| Joselyn Daniely Brea   | 5.000 м        | 14:47,76 НР  | 15:11,16      | 10. у гр. 2   |                       |              | Није се квалификовала | 22 / 38 (40) |        |
| Робеилис Пеинадо       | Скок мотком    | 4,78         | 4,65 КВ, ЛРС  | 2. у гр. А    | 4,65 =ЛРС             | 8 / 32 (37)  |                       |              |        |
| Јулимар Рохас          | Троскок        | 15,74 НР     | 14,59 КВ      | 2. у гр. Б    | 15,08                 |              |                       |              |        |
| Роза Андреина Родригез | Бацање кладива | 73,64 НР     | 70,81         | 7. у гр. Б    | Није се квалификовала | 14 / 35 (36) |                       |              |        |